# Idris meridionalis
Idris meridionalis är en stekelart som beskrevs av Lubomir Masner 1961. Idris meridionalis ingår i släktet Idris och familjen Scelionidae. Inga underarter finns listade i Catalogue of Life.